# Variaciones sobre un tema de Chopin (Rajmáninov)

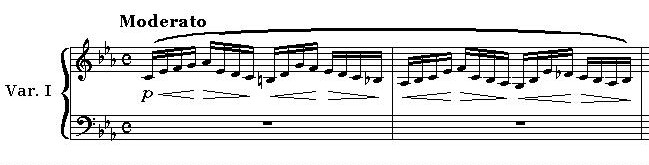
Las primeras medidas de S. La primera variación de Rajmáninov sobre un tema de Chopin (op. 22).

Las Variaciones sobre un tema de Chopin (en ruso: Вариации на тему Ф. Шопена, Variatsii na temu F. Shopena), Op. 22, es un grupo de 22 variaciones sobre el Preludio en do menor  de Frédéric Chopin (Op. 28, n.º 20), compuesto por el compositor ruso Serguéi Rajmáninov entre 1902 y 1903. 